# Strap (châtiment corporel)
Pour les articles homonymes, voir strape.

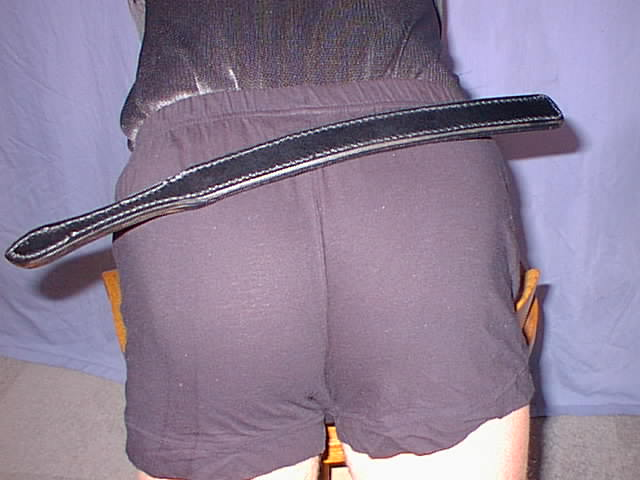
La strape d'une école irlandaise, 2008.

Au Québec, la strap est un instrument de châtiment corporel composé d'une lanière de cuir souple ou rigide de longueur variable.
Elle était généralement utilisée dans le système d'éducation aux XIXe et XXe siècles par un maître sur ses apprentis pour diverses raisons, généralement pour punir d'un mauvais comportement. L'utilisation ressemble à celle faite avec une ceinture (en) pour les mêmes raisons.

## Historique
Dans la seconde moitié du XIXe siècle, afin de prévenir les blessures physiques engendrées par certaines méthodes de correction démesurées, le Conseil de l'instruction publique détermine que la strap est l'objet autorisé pour exercer la punition corporelle. Les dimensions précises de celle-ci, ainsi que la manière de l'utiliser, sont décrites pour diriger les maîtres lors de leur interventions. Ainsi, en janvier 1865, le Journal de l'instruction publique publie un article de l'abbé Jean Langevin, La Discipline, dans lequel ce dernier recommande l'utilisation de la strap « dans la main et à petits coups ».
L'usage de la strap dans le système d'éducation québécois est abandonné au cours de la seconde moitié du XXe siècle.